# Iberg SZ
Iberg (früher auch Yberg, al. Ybrig) war bis zu seiner Aufteilung in die Gemeinden Oberiberg und Unteriberg im Jahre 1884 eine eigenständige politische Gemeinde des Kantons Schwyz in der Schweiz.
Der Name Iberg wurde 1350 erstmals urkundlich erwähnt. Die Bedeutung ist: „Der Berg, auf dem Eiben wachsen“. Dieser Iberg heisst heute Guggern. Die Eibe ist auch auf den Wappen von Oberiberg und Unteriberg dargestellt.